# Episodi de L'America in bicicletta
Sono elencati gli episodi dell'unica stagione della serie televisiva L'America in bicicletta.
Negli Stati Uniti d'America è stata trasmessa per la prima volta dalla ABC dal 29 novembre 1980 al 10 gennaio 1981. L'ultimo episodio non è mai stato trasmesso, rimanendo quindi inedito in USA.
In Italia la serie è stata trasmessa in prima visione da Rai 2 dal 20 settembre all'8 novembre 1981. La trasmissione italiana non ha rispettato l'ordine cronologico originale degli episodi ed è comprensiva anche dell'ultimo episodio.
| nº | Titolo originale       | Titolo italiano          | Prima TV USA     | Prima TV Italia   |
| -- | ---------------------- | ------------------------ | ---------------- | ----------------- |
| 1  | The Cutter             | Gli spaccapietre         | 29 novembre 1980 | 20 settembre 1981 |
| 2  | The American Dream     | Il sogno americano       | 6 dicembre 1980  | 4 ottobre 1981    |
| 3  | Knowing Her            | L'appuntamento           | 13 dicembre 1980 | 27 settembre 1981 |
| 4  | King of the Quarry     | Il re della cava         | 20 dicembre 1980 | 11 ottobre 1981   |
| 5  | Heart Like a Wheel     | Il cuore è una ruota     | 27 dicembre 1980 | 25 ottobre 1981   |
| 6  | Rainy Night in Georgia | Luna di miele in Georgia | 3 gennaio 1981   | 1º novembre 1981  |
| 7  | La Strada              | La strada                | 10 gennaio 1981  | 18 ottobre 1981   |
| 8  | Grand Illusion         | Esperienze di vita       | ——               | 8 novembre 1981   |